# Борис Грінссон
Борис Грінссон (фр. Boris Grinsson, повне ім'я Борис Соломонович Грінсон; 15 грудня 1907, Псков, Російська імперія — 12 лютого 1999, Фонтенбло, Франція) — французький художник-ілюстратор російського походження, автор понад 2000 кіноафіш.

## Біографія
Народився у 1907 році у Пскові у Російській імперії, у сім'ї Соломона (Шоломи) Айзіковича Грінсона (1875-?) та Мери Янкель-Рувінівни Грінсон (у дівочості Лерман, 1887-?), уклали шлюб у Вільні 4 лютого того ж року. Сім'я матері жила у Шадуві, родина батька була з Ковно, дід — гонтових справ майстер, купець першої гільдії Айзік Шлемович (Шлеймович) Грінсон (1847—?), — був власником лісопильного та цегельного заводів у Виповзовій слободі, садиба на розі Великолуцької та Плоської вулиць у Пскові. Після революції 1917 року його сім'я емігрувала з країни до незалежної Естонії, де жили молодші брати батька — лікарі, випускники Юріївського університету Гірш Айзікович й Ельяш-Лейб Айзікович Грінсони. В Естонії навчався у Юр'євській приватній російській гімназії, закінчив школу образотворчих мистецтв у місті Тарту, у 1926—1929 роках навчався на економічному відділенні юридичного факультету Тартуського університету.
У 1929 році переїхав до Берліна з метою продовження художнього навчання та попутно влаштувався працювати на кіностудію УФА, для якої малював афіші для фільмів. У 1930 році там же потрапив із сестрою під машину (його двадцятирічна сестра Женя загинула). Під час виборів у Рейхстаг 1932 року намалював для одного з видань карикатуру на Адольфа Гітлера в образі смерті з косою у формі свастики. Після приходу Гітлера до влади у 1933 році був змушений покинути Німеччину та переїхати до Франції.
У Франції Грінссон продовжив малювати афіші до фільмів. У період німецької окупації Франції переховувався у Шатору, де заробляв на життя портретами, декорацією танцмайданчиків і ресторанів.
За свою кар'єру, яка тривала до 1973 року, Борис Грінссон створив близько 2000 кіноафіш до фільмів виробництва переважно французьких й американських кінокомпаній, як-от Pathé, Gaumont, Paramount Universal, Metro-Goldwyn-Mayer, Columbia, RKO, Warner Bros.
За тодішньою традицією прокату кінофільмів художник зазвичай не мав можливості подивитися фільм до створення афіші. Зазвичай кінокомпанія лише надавала йому фотографії акторів та давала загальний опис сюжету. Проте у більшості випадків художнику вдавалося вловлювати загальний дух картини, і сьогодні багато кінофільмів, що стали класичними, невіддільні від афіш Грінссона. Серед акторів, яких Борис Грінссон зобразив на своїх афішах, були Мерілін Монро, Бріжіт Бардо, Елізабет Тейлор, Ріта Гейворт, Вероніка Лейк й інші. Афіші Бориса Грінссона стали предметом продажу на художніх аукціонах — наприклад, афіша до мультфільму «Аліса у Країні Чудес» 1951 року була продана на аукціоні «Сотбі» за 8 000 доларів США, а плакат до фільму про Джеймса Бонда «З Росії з любов'ю» — за 8000 фунтів стерлінгів.
У 1973 році Борис Грінссон припинив займатися створенням афіш — він оселився в невеликому будиночку в комуні Вене-ле-Саблон (нині входить до складу комуни Море-Луен-е-Орванн), недалеко від Фонтенбло, де займався живописом. У нього відбулося декілька персональних виставок.
Борис Грінссон помер у Фонтенбло 12 лютого 1999 року.

## Афіші
Борис Грінссон — автор близько 2000 афіш до французьких версій кінофільмів, зокрема:
- «Франкенштейн», режисер Джеймс Вейл, США, 1931.
- «Ребекка», режисер Альфред Гічкок, США, 1940.
- «По кому подзвін», режисер Сем Вуд, США, 1942.
- «Одержимість», режисер Лукіно Вісконті, Італія, 1943.
- «Гільда», режисер Чарльз Відор, США, 1946.
- «Листоноша завжди дзвонить двічі», режисер Тей Гарнетт, США, 1946.
- «Леді з Шанхаю», режисер Орсон Веллс, США, 1947.
- «Забуті», режисер Луїс Бунюель, Мексика, 1950.
- «Сусана», режисер Луїс Бунюель, Мексика, 1951.
- «Джентльмени віддають перевагу білявкам», режисер Говард Гоукс, США, 1953.
- «Табір для військовополонених № 17», режисер Біллі Вайлдер, США, 1953.
- «Подорож до Італії», режисер Роберто Росселліні, Італія, 1954.
- «Шелест», режисер Августо Дженіна, Італія, 1955.
- «Жорстока субота», режисер Ричард Флейшер, США, 1955.
- «Спіймати злодія», режисер Альфред Гічкок, США, 1955.
- «Сверблячка сьомого року», режисер Біллі Вайлдер, США, 1955.
- «Людина, яка знала надто багато», Альфред Гічкок, США, 1956.
- «Час кохати та час помирати», режисер Дуглас Сірк, США, 1958
- «Запаморочення», режисер Альфред Гічкок, США, 1958.
- «Дотик зла», режисер Орсон Веллс, США, 1958.
- «У джазі тільки дівчата», режисер Біллі Вайлдер, США, 1959.
- «Чотириста ударів», режисер Франсуа Трюффо, Франція, 1959.
- «Хіросіма, любов моя», режисер Ален Рене, Франція — Японія, 1959.
- «Чудова сімка», режисер Джон Стерджес, США, 1960.
- «Найдовший день», США, 1962.
- «З Росії з любов'ю», режисер Теренс Янг, США, 1963.
- «Птахи», режисер Альфред Гічкок, 1963.
- «Казка на ніч», режисер Ральф Леві, США, 1964.
- «Лялечки», режисер Мауро Болоньїні, Італія, 1964.
- «Гамбіт», режисер Рональд Нім, США, 1966.
- «Загнаних коней пристрілюють, чи не так?», режисер Сідні Поллак, США, 1969.
- «Втеча з планети мавп», режисер Дон Тейлор, США, 1970.